# Liliensternus liliensterni
Liliensternus liliensterni es la única especie conocida del género extinto Liliensternus ("de Lilienstern") de dinosaurio terópodo neoterópodo, que vivió a finales del período Triásico, hace aproximadamente 210 millones de años, durante el Noriense, en lo que hoy es Europa. Es el terópodo triásico mejor representado de Europa y uno de los más grandes conocidos.

## Descripción
Liliensternus tenía aproximadamente 5,15 metros de largo, y puede haber pesado alrededor de 127 kilogramos. Otras estimaciones sugieren que Liliensternus tenía como máximo 5,20 metros de largo y pesaba 200 kilogramos como máximo. Los restos de dos especímenes de Liliensternus juntos forman una serie sintética con el número de inventario MB.R.2175 y consisten en esqueletos parciales y fragmentarios de al menos dos individuos, que contienen elementos del cráneo, las mandíbulas inferiores, las vértebras y el esqueleto apendicular. La tibia de 409 milímetros es más corta que el fémur de 440 milímetros, tanto en Dilophosaurus como en Liliensternus, a diferencia de los taxones de celofísidos, como la Coelophysis . Paul en 1988 señaló que, según su apariencia, Liliensternus podría considerarse un intermediario entre Coelophysis y Dilophosaurus . Aunque el cráneo no se conoce bien, muchas reconstrucciones muestran a Liliensternus con una cresta similar a la observada en Dilophosaurus. Su ilion, hueso de la cadera, es inusualmente corto, como es el caso de Dilophosaurus. Liliensternus tiene cinco dedos, al igual que sus contemporáneos, pero sus dígitos cuarto y quinto son más pequeños que el resto, una posible etapa de transición entre los terópodos de cinco dedos del Triásico y los de tres dedos del Jurásico. Rauhut y colaboradores en 199  señalaron que los restos pueden representar un individuo juvenil o subadulto basado en la presencia de solo dos sacros fusionados y el hecho de que las suturas neurocentrales aún son visibles en las vértebras.

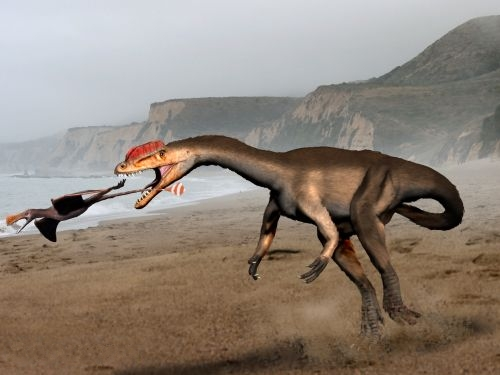
Recreación de un Liliensternus

Un diagnóstico es una declaración de las características anatómicas de un organismo o grupo que lo distinguen colectivamente de todos los demás organismos. Algunas, pero no todas, las características de un diagnóstico también son autapomorfías. Una autapomorfia es una característica anatómica distintiva que es exclusiva de un organismo o grupo dado. Según Rauhut en 2000, Liliensternus se puede distinguir en función de las siguientes características, las vértebras cervicales presentan una cresta ancha y redondeada que se extiende desde el extremo posterior de las diáfisis hasta el extremo posteroventral del centro vertebral, un par de pleurocoelos en  las vértebras del cuello, una fosa infradiapofisaria menos desarrollada, la ausencia de una cresta horizontal en la base de las espinas neurales cervicales, la ausencia de una protuberancia lateral en el ilion.

## Descubrimiento e investigación
Los especímenes de Liliensternus, designados como la serie sintética HMN BM.R.2175, se recuperaron cerca de Großen Gleichberg en la Formación Trossingen del Grupo Middle Keuper en Turingia, Alemania, junto con restos de Ruehleia. Los sintipos fueron descubiertos por el conde Hugo Rühle von Lilienstern en el invierno de 1932 a 1933 en marl, una lutita rica en cal, depositada en la etapa noriana del período Triásico Tardío, hace aproximadamente entre 228 a 208 millones de años. Un metatarsiano izquierdo más tarde asignado a este género, también depositado en el Noriense, fue recolectado en 1834 en la piedra arenisca de la Formación Trossingen en Bayern, Alemania. Este metatarsiano fue descrito originalmente como un elemento manual o pedal por Meyer en 1855 y un fragmento púbico de Plateosaurus por Huene en 1908 pero Moser en 2003 identificó el material como un metatarsiano proximal perteneciente a Liliensternus. Sander en 1992 refirió material adicional a Liliensternus, que se cree que fue recolectado en 1961 piedra de marga gris y verde de la Formación Löwenstein en Aargau, Suiza, que también se considera de la etapa noriense del período Triásico Tardío. Un diente se refería a Liliensternus , depositado en el Noriano y recogido en 1913 en lutita roja oscura de la Formación Löwenstein en Baden-Württemberg, Alemania. El único material asignado a este género de estratos posteriores se descubrió en 1913 en piedra de arcilla azul de la etapa rética del Triásico Tardío, en la Formación Trossingen de Sachsen-Anhalt, Alemania, hace aproximadamente 208 a 201 millones de años. Los especímenes de Liliensternus permanecieron en el castillo de Hugo Rühle von Lilienstern hasta 1969, cuando fueron transferidos a la colección del Museo de Historia Natural de Berlín, su ubicación actual.
El género y los nombres específicos Liliensternus liliensterni se derivan del apellido del conde, paleontólogo aficionado y médico, Hugo Rühle von Lilienstern. Este dinosaurio fue nombrado en su honor por su apoyo a la paleontología en Alemania al fundar un museo paleontológico en su castillo en Bedheim, el 1 de julio de 1934. Liliensternus fue descrito por Friedrich von Huene en 1934. Debido a que originalmente fue nombrado por von Huene como miembro del género Halticosaurus, la especie tipo del género Liliensternus es Halticosaurus liliensterni, con la combinatio nova que es Liliensternus liliensterni, nombrada por Welles en 1984.
En 1993, Gilles Cuny y Peter Galton describieron una nueva especie que asignaron a este género, Liliensternus airelensis. Otros investigadores comenzaron a notar diferencias entre L. airelensis y la especie tipo, L. liliensterni y en 2007, Martin Ezcurra y Cuny asignaron el material a su propio género, Lophostropheus.

## Clasificación
En 1934, Huene describió dos esqueletos que les asignaron el nombre de Halticosaurus liliensterni, pero en 1984 Samuel Paul Welles concluyó que la especie tipo de Halticosaurus, H. longotarsus, era dudosa. De hecho, la mayoría de lo que se había escrito en la literatura sobre Halticosaurus consideraba a H. liliensterni. Por lo tanto, Welles erigió un nuevo género: Liliensternus, el nombre nuevamente honrando a Rühle von Lilienstern. El nuevo nombre de la especie se convirtió en Liliensternus liliensterni. Rowe en 1989 descubrió que Liliensternus se deriva más que Dilophosaurus. Una segunda especie nombrada en 1993 por Cuny y Galton por restos fragmentarios encontrados en Francia, Liliensternus airelensis, que tenía un par adicional de pleurocoelos cervicales, fue reasignada en 2007 a un género separado, Lophostropheus. Originalmente asignado a los Halticosauridae, Liliensternus se considera hoy un miembro basal del Neotheropoda.

### Filogenia
El siguiente árbol evolutivo ilustra una síntesis de las relaciones de los primeros grupos de terópodos compilados por Hendrickx et al. en 2015, incluida la posición de Liliensternus en la que coinciden todos los estudios.

|  | Dilophosaurus |
|  |               |
|  | Dracovenator  |
|  |               |

|  | Cryolophosaurus                                               |
|  |                                                               |
|  | Sinosaurus                                                    |
|  |                                                               |
|  | \| \| Monolophosaurus \| \| \| \| \| \| Orionides \| \| \| \| |
|  |                                                               |
|  | Monolophosaurus                                               |
|  |                                                               |
|  | Orionides                                                     |
|  |                                                               |

|  | Monolophosaurus |
|  |                 |
|  | Orionides       |
|  |                 |

|  | Cryolophosaurus                                               |
|  |                                                               |
|  | Sinosaurus                                                    |
|  |                                                               |
|  | \| \| Monolophosaurus \| \| \| \| \| \| Orionides \| \| \| \| |
|  |                                                               |
|  | Monolophosaurus                                               |
|  |                                                               |
|  | Orionides                                                     |
|  |                                                               |

|  | Monolophosaurus |
|  |                 |
|  | Orionides       |
|  |                 |

|  | Dilophosaurus |
|  |               |
|  | Dracovenator  |
|  |               |

|  | Cryolophosaurus                                               |
|  |                                                               |
|  | Sinosaurus                                                    |
|  |                                                               |
|  | \| \| Monolophosaurus \| \| \| \| \| \| Orionides \| \| \| \| |
|  |                                                               |
|  | Monolophosaurus                                               |
|  |                                                               |
|  | Orionides                                                     |
|  |                                                               |

|  | Monolophosaurus |
|  |                 |
|  | Orionides       |
|  |                 |

|  | Cryolophosaurus                                               |
|  |                                                               |
|  | Sinosaurus                                                    |
|  |                                                               |
|  | \| \| Monolophosaurus \| \| \| \| \| \| Orionides \| \| \| \| |
|  |                                                               |
|  | Monolophosaurus                                               |
|  |                                                               |
|  | Orionides                                                     |
|  |                                                               |

|  | Monolophosaurus |
|  |                 |
|  | Orionides       |
|  |                 |

|  | Dilophosaurus |
|  |               |
|  | Dracovenator  |
|  |               |

|  | Cryolophosaurus                                               |
|  |                                                               |
|  | Sinosaurus                                                    |
|  |                                                               |
|  | \| \| Monolophosaurus \| \| \| \| \| \| Orionides \| \| \| \| |
|  |                                                               |
|  | Monolophosaurus                                               |
|  |                                                               |
|  | Orionides                                                     |
|  |                                                               |

|  | Monolophosaurus |
|  |                 |
|  | Orionides       |
|  |                 |

|  | Cryolophosaurus                                               |
|  |                                                               |
|  | Sinosaurus                                                    |
|  |                                                               |
|  | \| \| Monolophosaurus \| \| \| \| \| \| Orionides \| \| \| \| |
|  |                                                               |
|  | Monolophosaurus                                               |
|  |                                                               |
|  | Orionides                                                     |
|  |                                                               |

|  | Monolophosaurus |
|  |                 |
|  | Orionides       |
|  |                 |

|  | Dilophosaurus |
|  |               |
|  | Dracovenator  |
|  |               |

|  | Cryolophosaurus                                               |
|  |                                                               |
|  | Sinosaurus                                                    |
|  |                                                               |
|  | \| \| Monolophosaurus \| \| \| \| \| \| Orionides \| \| \| \| |
|  |                                                               |
|  | Monolophosaurus                                               |
|  |                                                               |
|  | Orionides                                                     |
|  |                                                               |

|  | Monolophosaurus |
|  |                 |
|  | Orionides       |
|  |                 |

|  | Cryolophosaurus                                               |
|  |                                                               |
|  | Sinosaurus                                                    |
|  |                                                               |
|  | \| \| Monolophosaurus \| \| \| \| \| \| Orionides \| \| \| \| |
|  |                                                               |
|  | Monolophosaurus                                               |
|  |                                                               |
|  | Orionides                                                     |
|  |                                                               |

|  | Monolophosaurus |
|  |                 |
|  | Orionides       |
|  |                 |

|  | Dilophosaurus |
|  |               |
|  | Dracovenator  |
|  |               |

|  | Cryolophosaurus                                               |
|  |                                                               |
|  | Sinosaurus                                                    |
|  |                                                               |
|  | \| \| Monolophosaurus \| \| \| \| \| \| Orionides \| \| \| \| |
|  |                                                               |
|  | Monolophosaurus                                               |
|  |                                                               |
|  | Orionides                                                     |
|  |                                                               |

|  | Monolophosaurus |
|  |                 |
|  | Orionides       |
|  |                 |

|  | Cryolophosaurus                                               |
|  |                                                               |
|  | Sinosaurus                                                    |
|  |                                                               |
|  | \| \| Monolophosaurus \| \| \| \| \| \| Orionides \| \| \| \| |
|  |                                                               |
|  | Monolophosaurus                                               |
|  |                                                               |
|  | Orionides                                                     |
|  |                                                               |

|  | Monolophosaurus |
|  |                 |
|  | Orionides       |
|  |                 |

|  | Dilophosaurus |
|  |               |
|  | Dracovenator  |
|  |               |

|  | Cryolophosaurus                                               |
|  |                                                               |
|  | Sinosaurus                                                    |
|  |                                                               |
|  | \| \| Monolophosaurus \| \| \| \| \| \| Orionides \| \| \| \| |
|  |                                                               |
|  | Monolophosaurus                                               |
|  |                                                               |
|  | Orionides                                                     |
|  |                                                               |

|  | Monolophosaurus |
|  |                 |
|  | Orionides       |
|  |                 |

|  | Cryolophosaurus                                               |
|  |                                                               |
|  | Sinosaurus                                                    |
|  |                                                               |
|  | \| \| Monolophosaurus \| \| \| \| \| \| Orionides \| \| \| \| |
|  |                                                               |
|  | Monolophosaurus                                               |
|  |                                                               |
|  | Orionides                                                     |
|  |                                                               |

|  | Monolophosaurus |
|  |                 |
|  | Orionides       |
|  |                 |

|  | Dilophosaurus |
|  |               |
|  | Dracovenator  |
|  |               |

|  | Cryolophosaurus                                               |
|  |                                                               |
|  | Sinosaurus                                                    |
|  |                                                               |
|  | \| \| Monolophosaurus \| \| \| \| \| \| Orionides \| \| \| \| |
|  |                                                               |
|  | Monolophosaurus                                               |
|  |                                                               |
|  | Orionides                                                     |
|  |                                                               |

|  | Monolophosaurus |
|  |                 |
|  | Orionides       |
|  |                 |

|  | Cryolophosaurus                                               |
|  |                                                               |
|  | Sinosaurus                                                    |
|  |                                                               |
|  | \| \| Monolophosaurus \| \| \| \| \| \| Orionides \| \| \| \| |
|  |                                                               |
|  | Monolophosaurus                                               |
|  |                                                               |
|  | Orionides                                                     |
|  |                                                               |

|  | Monolophosaurus |
|  |                 |
|  | Orionides       |
|  |                 |

|  | Dilophosaurus |
|  |               |
|  | Dracovenator  |
|  |               |

|  | Cryolophosaurus                                               |
|  |                                                               |
|  | Sinosaurus                                                    |
|  |                                                               |
|  | \| \| Monolophosaurus \| \| \| \| \| \| Orionides \| \| \| \| |
|  |                                                               |
|  | Monolophosaurus                                               |
|  |                                                               |
|  | Orionides                                                     |
|  |                                                               |

|  | Monolophosaurus |
|  |                 |
|  | Orionides       |
|  |                 |

|  | Cryolophosaurus                                               |
|  |                                                               |
|  | Sinosaurus                                                    |
|  |                                                               |
|  | \| \| Monolophosaurus \| \| \| \| \| \| Orionides \| \| \| \| |
|  |                                                               |
|  | Monolophosaurus                                               |
|  |                                                               |
|  | Orionides                                                     |
|  |                                                               |

|  | Monolophosaurus |
|  |                 |
|  | Orionides       |
|  |                 |

|  | Dilophosaurus |
|  |               |
|  | Dracovenator  |
|  |               |

|  | Cryolophosaurus                                               |
|  |                                                               |
|  | Sinosaurus                                                    |
|  |                                                               |
|  | \| \| Monolophosaurus \| \| \| \| \| \| Orionides \| \| \| \| |
|  |                                                               |
|  | Monolophosaurus                                               |
|  |                                                               |
|  | Orionides                                                     |
|  |                                                               |

|  | Monolophosaurus |
|  |                 |
|  | Orionides       |
|  |                 |

|  | Cryolophosaurus                                               |
|  |                                                               |
|  | Sinosaurus                                                    |
|  |                                                               |
|  | \| \| Monolophosaurus \| \| \| \| \| \| Orionides \| \| \| \| |
|  |                                                               |
|  | Monolophosaurus                                               |
|  |                                                               |
|  | Orionides                                                     |
|  |                                                               |

|  | Monolophosaurus |
|  |                 |
|  | Orionides       |
|  |                 |

|  | Dilophosaurus |
|  |               |
|  | Dracovenator  |
|  |               |

|  | Cryolophosaurus                                               |
|  |                                                               |
|  | Sinosaurus                                                    |
|  |                                                               |
|  | \| \| Monolophosaurus \| \| \| \| \| \| Orionides \| \| \| \| |
|  |                                                               |
|  | Monolophosaurus                                               |
|  |                                                               |
|  | Orionides                                                     |
|  |                                                               |

|  | Monolophosaurus |
|  |                 |
|  | Orionides       |
|  |                 |

|  | Cryolophosaurus                                               |
|  |                                                               |
|  | Sinosaurus                                                    |
|  |                                                               |
|  | \| \| Monolophosaurus \| \| \| \| \| \| Orionides \| \| \| \| |
|  |                                                               |
|  | Monolophosaurus                                               |
|  |                                                               |
|  | Orionides                                                     |
|  |                                                               |

|  | Monolophosaurus |
|  |                 |
|  | Orionides       |
|  |                 |

|  | Dilophosaurus |
|  |               |
|  | Dracovenator  |
|  |               |

|  | Cryolophosaurus                                               |
|  |                                                               |
|  | Sinosaurus                                                    |
|  |                                                               |
|  | \| \| Monolophosaurus \| \| \| \| \| \| Orionides \| \| \| \| |
|  |                                                               |
|  | Monolophosaurus                                               |
|  |                                                               |
|  | Orionides                                                     |
|  |                                                               |

|  | Monolophosaurus |
|  |                 |
|  | Orionides       |
|  |                 |

|  | Cryolophosaurus                                               |
|  |                                                               |
|  | Sinosaurus                                                    |
|  |                                                               |
|  | \| \| Monolophosaurus \| \| \| \| \| \| Orionides \| \| \| \| |
|  |                                                               |
|  | Monolophosaurus                                               |
|  |                                                               |
|  | Orionides                                                     |
|  |                                                               |

|  | Monolophosaurus |
|  |                 |
|  | Orionides       |
|  |                 |

|  | Dilophosaurus |
|  |               |
|  | Dracovenator  |
|  |               |

|  | Cryolophosaurus                                               |
|  |                                                               |
|  | Sinosaurus                                                    |
|  |                                                               |
|  | \| \| Monolophosaurus \| \| \| \| \| \| Orionides \| \| \| \| |
|  |                                                               |
|  | Monolophosaurus                                               |
|  |                                                               |
|  | Orionides                                                     |
|  |                                                               |

|  | Monolophosaurus |
|  |                 |
|  | Orionides       |
|  |                 |

|  | Cryolophosaurus                                               |
|  |                                                               |
|  | Sinosaurus                                                    |
|  |                                                               |
|  | \| \| Monolophosaurus \| \| \| \| \| \| Orionides \| \| \| \| |
|  |                                                               |
|  | Monolophosaurus                                               |
|  |                                                               |
|  | Orionides                                                     |
|  |                                                               |

|  | Monolophosaurus |
|  |                 |
|  | Orionides       |
|  |                 |

|  | Dilophosaurus |
|  |               |
|  | Dracovenator  |
|  |               |

|  | Cryolophosaurus                                               |
|  |                                                               |
|  | Sinosaurus                                                    |
|  |                                                               |
|  | \| \| Monolophosaurus \| \| \| \| \| \| Orionides \| \| \| \| |
|  |                                                               |
|  | Monolophosaurus                                               |
|  |                                                               |
|  | Orionides                                                     |
|  |                                                               |

|  | Monolophosaurus |
|  |                 |
|  | Orionides       |
|  |                 |

|  | Cryolophosaurus                                               |
|  |                                                               |
|  | Sinosaurus                                                    |
|  |                                                               |
|  | \| \| Monolophosaurus \| \| \| \| \| \| Orionides \| \| \| \| |
|  |                                                               |
|  | Monolophosaurus                                               |
|  |                                                               |
|  | Orionides                                                     |
|  |                                                               |

|  | Monolophosaurus |
|  |                 |
|  | Orionides       |
|  |                 |

|  | Dilophosaurus |
|  |               |
|  | Dracovenator  |
|  |               |

|  | Cryolophosaurus                                               |
|  |                                                               |
|  | Sinosaurus                                                    |
|  |                                                               |
|  | \| \| Monolophosaurus \| \| \| \| \| \| Orionides \| \| \| \| |
|  |                                                               |
|  | Monolophosaurus                                               |
|  |                                                               |
|  | Orionides                                                     |
|  |                                                               |

|  | Monolophosaurus |
|  |                 |
|  | Orionides       |
|  |                 |

|  | Cryolophosaurus                                               |
|  |                                                               |
|  | Sinosaurus                                                    |
|  |                                                               |
|  | \| \| Monolophosaurus \| \| \| \| \| \| Orionides \| \| \| \| |
|  |                                                               |
|  | Monolophosaurus                                               |
|  |                                                               |
|  | Orionides                                                     |
|  |                                                               |

|  | Monolophosaurus |
|  |                 |
|  | Orionides       |
|  |                 |

|  | Dilophosaurus |
|  |               |
|  | Dracovenator  |
|  |               |

|  | Cryolophosaurus                                               |
|  |                                                               |
|  | Sinosaurus                                                    |
|  |                                                               |
|  | \| \| Monolophosaurus \| \| \| \| \| \| Orionides \| \| \| \| |
|  |                                                               |
|  | Monolophosaurus                                               |
|  |                                                               |
|  | Orionides                                                     |
|  |                                                               |

|  | Monolophosaurus |
|  |                 |
|  | Orionides       |
|  |                 |

|  | Cryolophosaurus                                               |
|  |                                                               |
|  | Sinosaurus                                                    |
|  |                                                               |
|  | \| \| Monolophosaurus \| \| \| \| \| \| Orionides \| \| \| \| |
|  |                                                               |
|  | Monolophosaurus                                               |
|  |                                                               |
|  | Orionides                                                     |
|  |                                                               |

|  | Monolophosaurus |
|  |                 |
|  | Orionides       |
|  |                 |

|  | Dilophosaurus |
|  |               |
|  | Dracovenator  |
|  |               |

|  | Cryolophosaurus                                               |
|  |                                                               |
|  | Sinosaurus                                                    |
|  |                                                               |
|  | \| \| Monolophosaurus \| \| \| \| \| \| Orionides \| \| \| \| |
|  |                                                               |
|  | Monolophosaurus                                               |
|  |                                                               |
|  | Orionides                                                     |
|  |                                                               |

|  | Monolophosaurus |
|  |                 |
|  | Orionides       |
|  |                 |

|  | Cryolophosaurus                                               |
|  |                                                               |
|  | Sinosaurus                                                    |
|  |                                                               |
|  | \| \| Monolophosaurus \| \| \| \| \| \| Orionides \| \| \| \| |
|  |                                                               |
|  | Monolophosaurus                                               |
|  |                                                               |
|  | Orionides                                                     |
|  |                                                               |

|  | Monolophosaurus |
|  |                 |
|  | Orionides       |
|  |                 |

## En la Cultura popular
Lilliensternus ha aparecido en Walking with Dinosaurs: The Live Experience, pero no en la serie de televisión.